# 1603
Cette page concerne l'année 1603  du calendrier grégorien.
L'année 1603 est une année commune qui commence un mercredi.

## Événements
- 6 janvier, Empire ottoman : soulèvement militaire des spahis à Constantinople[1].

- Janvier : début du règne de Arab Muhammad, khan chaybanide de Khiva dans le Khârezm (fin en 1623). Après sa mise à sac en juin par les cosaques, il abandonne sa capitale Urgendj pour Khiva. Il repousse les Kalmouks et détruit une colonne russe[2].
- 15 mars - 20 septembre, Honfleur : voyage de Samuel de Champlain au Canada. Il prend possession de Terre-Neuve et de l’Acadie[3]. Début de la colonisation française en Amérique du Nord, Terre-Neuve, Nouvelle-Écosse et Nouvelle-France.

- 24 mars, Japon  : Tokugawa Ieyasu est nommé shōgun (fin en 1616)[4]. Il établit à Edo, la future Tōkyō, le centre de sa domination en y édifiant une immense forteresse, tout en confiant au fur et à mesure l’administration des régions soumises aux seigneurs ralliés, les « daimyō ». Ceux-ci restent toutefois étroitement surveillés, leurs alliances et leurs mariages contrôlés et eux-mêmes tenus de construire à Edo des résidences où ils séjournent six mois par an.
  - Peu après son accession, Ieyasu accorde la main de sa petite-fille, Senhime, au vaincu de Sekigahara, Hideyori, fils de Toyotomi Hideyoshi[5].

- 27 avril : le père Pedro Páez arrive à Massaoua en Éthiopie déguisé en marchand arménien et le 15 mai rejoint à Fremona la mission jésuite d'Éthiopie[6]. Il apprend le guèze et la langue parlée, l’amharique, dans laquelle il enseigne et écrit des commentaires bibliques et théologiques ou des ouvrages de controverse accessibles au peuple. Il est reçu favorablement à la cour du négus Za-Denghel en avril 1604[7].

- Août-septembre : début du règne de Za Dengel d'Éthiopie après la déposition de Yacob, qui sera rétabli après la mort de Za Dengel le 24 octobre 1604[8].
- 25 août[9] : à la mort d’Ahmed al-Mansur, le Maroc sombre dans l’anarchie (1603-1666). Ses trois fils se disputent le pouvoir. Moulay Zidan arrive à se maintenir à Marrakech jusqu'en 1628, mais ne peut conquérir le royaume de Fès, où règne son frère Abou Faris jusqu’en 1610, puis son autre frère El-Mahmoun. Cette situation fait le jeu des tribus berbères et arabes et des Espagnols[10]. Le Maroc se morcelle. C’est à cette époque que se forme la république corsaire de Salé (« république du Bou Regreg », 1627-1668). Les zaouïas reprennent en main le pays. Celles de Dila (Moyen Atlas) et celle d’Illigh (Souss) dominent et se battent pour le contrôle des « ports » sahariens. Au sud, Moulay Zidan envoie encore quelques renforts au Soudan occidental et nomme plusieurs pachas jusqu’en 1618.
- 8 novembre : Pierre Dugua de Mons est nommé Lieutenant général en Amérique septentrionale par le roi de France[3].

- 21 octobre : prise de Tabriz[11]. Reprise de la guerre entre la Perse et les Ottomans (fin en 1619). Chah Abbas Ier le Grand s’empare de Tabriz grâce à son artillerie puis reconquiert en quelques années l’Azerbaïdjan, la Géorgie et la Mésopotamie avec Bagdad sur les Ottomans.
  - Chah Abbas conquiert sur les Turcs la province arménienne d’Ayrarat. Repoussé par une attaque des Ottomans, il emmène dans sa retraite 50 000 Arméniens qui l’habitaient. À l’arrivée en Perse, la moitié ont péri d’épuisement ou noyés lors du passage de l’Araxe. Les survivants fondent une ville, La Nouvelle-Djoulfa, où ils deviennent prospères (1606)[12].
- 22 décembre, Constantinople : début du sultanat ottoman de Ahmet Ier, âgé de 14 ans (fin en 1617)[13].

- Makassar, dans le sud-ouest des Célèbes se convertit à l’islam[14].
- Khaly Amar Fall fonde une université islamique à Pire Gourey, dans l'actuel Sénégal[15].

### Europe
- Froid et gelées généralisés en Espagne durant l’hiver 1602-1603. Gelées d’oliviers en Provence. Le Rhône est gelé[16].
- Année exceptionnellement chaude en Allemagne du Sud. Série de vendanges abondantes et de bonne qualité dans le vignoble rhénan (1603-1622)[17].
- Peste à Londres[18]. 36 000 victimes.

- 27 février : Philippe III d'Espagne frappe d’un droit de 30 % les marchandises à l’import ou à l’export, inaugurant une « guerre des tarifs » avec la France[19].
- 30 mars : conquête définitive de l’Irlande[20] ; Hugh O'Neill, vaincu par les armées de Mountjoy à Kinsale (1602), se soumet et s’exile (mai). La défaite provoque la fuite sur le continent des nobles qui ont participé à la guerre (Flight of the Earls, 1607). La division du pays en comtés est définitive. Jacques Ier renvoie les jésuites et les prêtres des séminaires, mais laisse en place le clergé et autorise à célébrer la messe. Il encourage la colonisation par des Anglais de religion anglicane. Sous l’impulsion de Londres et des métiers londoniens, Derry devient Londonderry et les villes de Draperstown (en) et Salterstown se développent. Les colons anglais de l’Église établie (established Church), cultivateurs, vivent dans des maisons de pierres organisés militairement autour d’un dépôt d’armes. Ils se substituent ou s’ajoutent aux gaéliques catholiques, pasteurs, qui vivent dans des cabanes de paille et de planches et sont organisés autour d’un chef de clan.

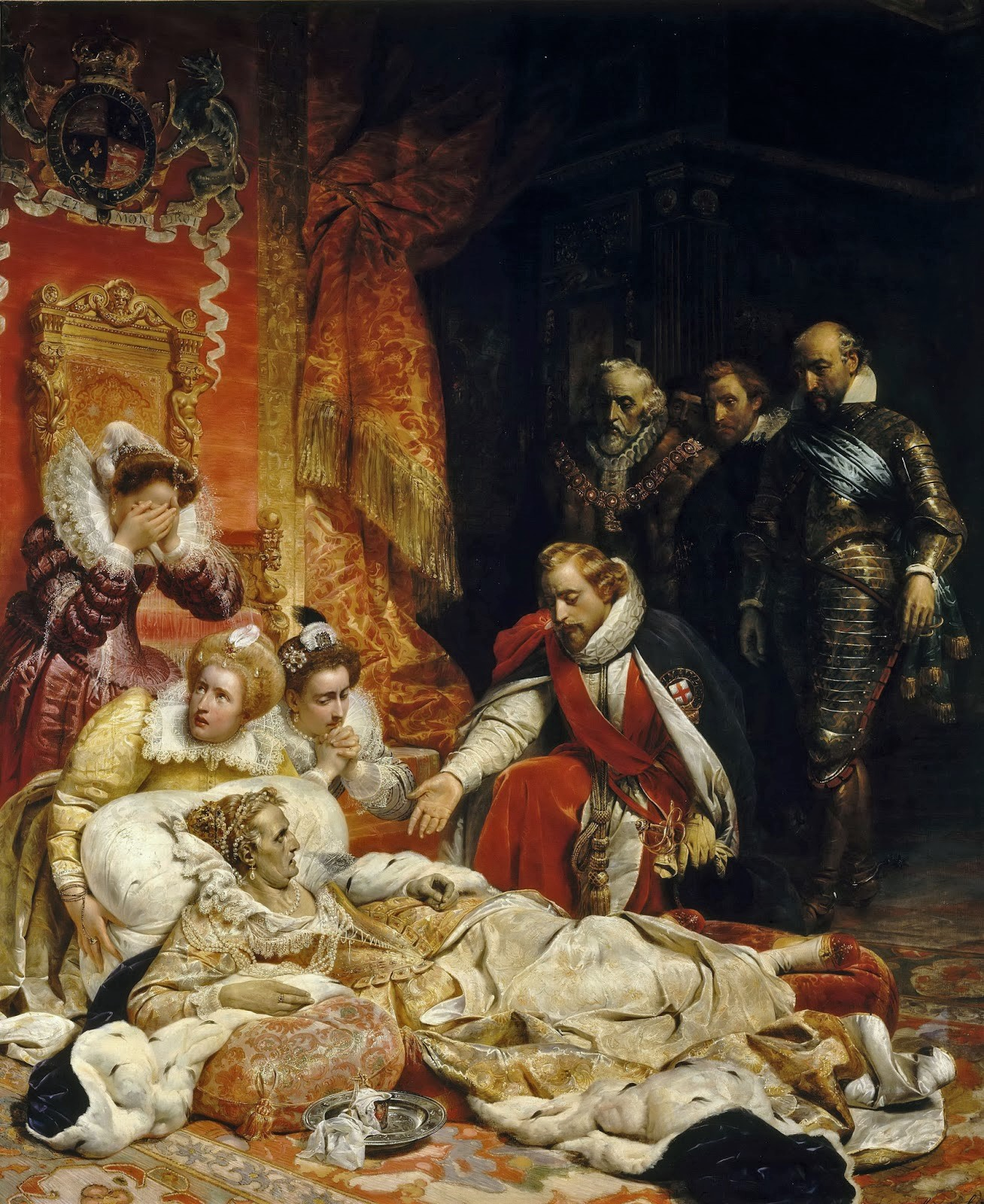
3 avril : mort d'Élisabeth Ire d'Angleterre, toile de Paul Delaroche (1797-1859)

- 3 avril[21] : union des Couronnes. Le roi d'Écosse Jacques VI est proclamé roi d'Angleterre quelques heures après la mort d'Élisabeth Ire[22].
- 8 mai : mission de B.C. Scaramelli qui rétablit les liaisons de Venise avec l’Angleterre[23].
- 26 mai : victoire navale des Provinces-Unies sur l'Espagne à la bataille de L'Écluse[24].
- Juin : voyage en Angleterre de Don Juan de Tassis y Peralta, pour négocier la paix entre l'Espagne et l'Angleterre[25].

- 17 juillet : Walter Raleigh, accusé d’avoir participé à un complot en faveur d’Arbella Stuart (Main plot), est disgracié et emprisonné à la tour de Londres jusqu’en 1616[26].
- 21 juillet : traité de Saint-Julien entre Charles-Emmanuel Ier de Savoie et Genève, à la suite des guerres de la fin du XVIe siècle entre les deux ennemis, et après la tentative de l'Escalade, échec du Duc dans sa volonté de reprendre Genève dans la nuit du 11-12 décembre 1602[27].
- 25 juillet : Jacques Ier, fils de Marie Stuart et de lord Darnley, roi d’Écosse, seul héritier légitime, est couronné à Westminster roi de Grande-Bretagne (fin en 1625)[28]. Connaissant peu les mœurs et les coutumes de l’Angleterre, il collabore mal avec les élites, et devient impopulaire par son autoritarisme.
- 9 août : traité d’Hampton Court entre la France et l’Angleterre négocié par Sully[29].
- 15 août : traité de Davos entre Venise et les trois ligues de Rhétie[30]. L’alliance politique avec les Grisons permet à Venise de saisir, au bénéfice de Bergame, une partie du trafic alpin en direction du Milanais par la route nouvellement achevée de Morbegno à Chiavenna.
- 17 août : fondation à Rome de la première société savante du monde, l'Accademia dei Lincei (Académie des Lyncéens) par le prince Federico Cesi, Anastasio de Filiis, Francesco Stelluti et Giovanni Eckio[31]. Ils choisissent un lynx blanc comme emblème et la maxime : Sagacius ista.
- 6 novembre : Henri IV de France impose une taxe de 30 % sur les marchandises à l’import ou à l’export des pays de la monarchie espagnole[19].
- Novembre : en Pologne un jeune homme se fait passer pour le tsarévitch Dimitri, assassiné en 1591[32].

## Naissances en 1603
- 27 janvier : Sir Harbottle Grimston, homme politique anglais († 2 janvier 1685).
- 16 février : Giovanni Battista Carlone, peintre baroque italien de l'école génoise († 1684).
- 19 avril : Michel Le Tellier, marquis de Barbezieux, homme d'État français († 30 octobre 1685).
- 16 mai : Paolo Antonio Barbieri, peintre de natures mortes italien († 27 juin 1649).
- 10 juillet : Antonio del Castillo y Saavedra, peintre baroque espagnol († 2 février 1668).
- 3 septembre : John Jonston, britannique d'origine polonaise, auteur d'une encyclopédie zoologique († 8 juin 1675).
- Date précise inconnue :
  - Willem van Aelst, peintre néerlandais († 6 juin 1678).
  - Cornelis Bloemaert, peintre et graveur néerlandais († 28 septembre 1692).
  - Filippo Brizzi, peintre baroque italien de l'école de Bologne († 1675).
  - Jan Gerritsz van Bronkhorst, peintre et graveur hollandais († 22 décembre 1661).
  - Simon Kick, peintre néerlandais († 1652).
- Vers 1603 :
- Abraham Willaerts, peintre de marine néerlandais († 18 octobre 1669).

## Décès en 1603
- 25 janvier : Francesco Zirano, prêtre franciscain conventuel sarde (° 1564).

- 7 février : Hermann Witekind, professeur d'université allemand (° 1522).
- 18 février : Claude Catherine de Clermont, salonnière française (° 1543).
- 19 février : Jacques Bylivelt, orfèvre et joaillier hollandais (° 17 novembre 1550).
- 23 février :
  - Andrea Cesalpino, philosophe, médecin, naturaliste et botaniste italien (° 6 juin 1519).
  - François Viète, fondateur de l'algèbre moderne et déchiffreur d'Henri IV (° 1540).
- 27 février : William Richardson, prêtre catholique anglais (° 1572).

- 4 mars : Jean Rabel, peintre et graveur d'Henri III, puis d'Henri IV (° vers 1548).
- 10 mars : Wangchuk Dorje, 9e Karmapa, chef de la lignée karma-kagyu (° 12 août 1556).
- 11 mars : Guy Coquille, avocat, jurisconsulte et poète français (° 11 novembre 1523).
- 14 mars : Ulrich de Mecklembourg-Güstrow, duc de Mecklembourg-Güstrow et duc de Mecklembourg (° 5 mars 1527).
- 15 mars : Balthasar von Dernbach, moine bénédictin, prince-abbé du monastère de Fulda (° 1548).
- 24 mars ou 3 avril dans le calendrier grégorien : Élisabeth Ire, reine d'Angleterre. Peu avant sa mort, elle désigne Jacques VI d'Écosse comme son successeur légitime (° 7 septembre 1533).
- 25 mars : Ikoma Chikamasa, daimyo de la fin de la période Sengoku et du début de l'époque d'Edo (° 1526).
- 30 mars : Richard Vaughan, évêque gallois de l'Église d'Angleterre (° vers 1550).

- 25 avril : Georges-Frédéric Ier de Brandebourg-Ansbach, margrave de Brandebourg-Ansbach et de Brandebourg-Kulmbach (° 5 avril 1539).

- 14 mai : Magnus II de Saxe-Lauenbourg, prince de la maison d'Ascanie (° 1543).
- 26 mai : Federico Spinola, militaire et marin génois (° 1571).
- ? mai :
  - Ellis Gibbons, compositeur anglais (° 1573).
  - Pierre Procureur, pédagogue et grammairien, originaire des Dix-Sept Provinces et décédé dans les Pays-Bas espagnols (° vers 1530).

- 5 juin : Herman de Lynden, militaire au service du Saint-Empire romain germanique et du prince-évêque de Liège (° 1547).
- Entre le 10 et le 21 juin : Giacomo Antonio Cortuso, botaniste italien (° 1513)[33].
- 14 juin : Girolamo Rusticucci, cardinal italien (° janvier 1537).
- Juin :
  - Barthélémy Cabrol, premier chirurgien d’Henri IV (° 1529).
  - Baldassare Donato, compositeur et chanteur italien appartenant à l'école vénitienne  (° vers 1525-1530).

- 4 juillet : Philippe de Monte, compositeur flamand (° 1521).
- 10 juillet : Pierre Merlin,  ministre protestant française (° vers 1533).
- 22 juillet : Łukasz Górnicki, écrivain polonais du XVIe siècle, humaniste et poète (° 1527).
- 24 juillet : Santi di Tito, peintre italien (° 6 octobre 1536).

- 18 août : Andreas Ryff, commerçant, politicien et chroniqueur suisse (° 13 février 1550).

- 1er septembre :
  - Barnim X de Poméranie, duc Poméranie et membre de la maison de Greifen (° 15 février 1549).
  - Bonviso Bonvisi, cardinal italien (° 7 juillet 1551).
- 9 septembre : George Carey, 2e baron Hunsdon (° 1547).
- 11 septembre : Oratio Montano, noble italien, chanoine de Saint-Pierre de Rome, évêque de Penne et d'Atri et archevêque d’Arles (° 1535).
- 19 septembre :  Matsudaira Iemoto, samouraï de la fin de l'époque Sengoku et du tout début de l'époque d'Edo (° 1548).
- 25 septembre : Stefano Felis, compositeur italien (° 20 janvier 1538).
- 26 septembre : Frédéric Ragueneau, évêque de Marseille (° 1540).
- 29 septembre : Francesco Buonamici, médecin, écrivain et philosophe italien (° 1533).

- 18 octobre : Edward Stafford, 12e (ou 3e) baron Stafford (° 17 janvier 1535).
- 19 octobre : Marie de Saint-Joseph, religieuse carmélite déchaussée espagnole (° 1548).
- 29 octobre : Irina Godounova, sœur de Boris Godounov, épouse du tsar Fédor Ier Ivanovitch, brièvement tsarine de Russie en 1598 (° 1557).

- 16 novembre : Pierre Charron, moraliste français, humaniste accusé de scepticisme (° 1541).
- 18 novembre : Élisabeth de Nassau-Dillenbourg, fille de Guillaume de Nassau-Dillenbourg et Juliana de Stolberg, une des sœurs de Guillaume le taciturne (° 25 septembre 1542).
- 20 novembre : Cristophe Nicolas Radziwiłł, magnat de Pologne-Lituanie, membre de la famille Radziwiłł (° 19 février 1547).
- 30 novembre : William Gilbert, savant et médecin anglais (° 24 mai 1544).

- 4 décembre : Maarten de Vos, peintre belge (° 1532).
- 8 décembre : Girolamo Mattei, cardinal italien (° 8 février 1547).
- 21 décembre : Mehmed III, sultan ottoman[1] (° 26 mai 1566).
- 22 décembre : Thomas Ier de Bonsi, prélat français d'origine italienne (° 1522).
- 27 décembre : Thomas Cartwright, théologien et universitaire anglais (° 1535).
- ? décembre : Joos van Winghe, peintre maniériste brabançon (° vers 1542).

- Date inconnue :
  - Giulio Cesare Barbetta, compositeur italien (° 1540).
  - André Mage de Fiefmelin, poète baroque français (° 1560).
  - Jean de Montluc de Balagny, seigneur de Balagny, prince de Cambrai, maréchal de France (° vers 1545).
  - Valentin Otho, mathématicien allemand (° vers 1545).
  - Jean Ramey, peintre de la bourgeoisie liégeoise (° vers 1540).
  - Ostilio Ricci, mathématicien et architecte italien (° 1540).
  - Jacob Savery, peintre miniaturiste et animalier flamand (° vers 1565).
  - Hendrik van Steenwijk I, peintre néerlandais  (° vers 1550).
  - Leonardus Vairus, évêque de Pouzzoles (° 1540).
  - Sebald de Weert, navigateur néerlandais (° 2 mai 1567).

- Vers 1603 :
  - Étienne de Martellange, peintre français (° vers 1540).
  - Jan Tollius, compositeur des Pays-Bas ayant aussi travaillé en Italie et au Danemark (° vers 1550).

- Après 1603 :
- Jean Porthaise, religieux cordelier, controversiste et théologien français (° vers 1520).

- 1603 ou 17 avril 1604.
- Ikeda Tomomasa, kokujin et commandant militaire de l'époque Azuchi Momoyama (° 1544).